# Port lotniczy Helsinki-Malmi
Port lotniczy Helsinki-Malmi (fiń.: Helsinki-Malmin lentoasema, szw.: Helsingfors-Malm flygplats, IATA: HEM, ICAO: EFHF) – port lotniczy położony 10 km na północny wschód od centrum Helsinek, w dzielnicy Malmi, w Finlandii.